# NGC 6150
NGC 6150 (również PGC 58105) – galaktyka eliptyczna (E?), znajdująca się w gwiazdozbiorze Herkulesa. Odkrył ją William Herschel 18 marca 1787 roku. Jest to galaktyka z aktywnym jądrem zaliczana do radiogalaktyk.